# جالما کامپوس
جالما کامپوس (انگلیسی: Djalma Campos؛ زادهٔ ۳۰ مهٔ ۱۹۸۷) بازیکن فوتبال اهل آنگولا است.
از باشگاه‌هایی که در آن بازی کرده‌است می‌توان به باشگاه فوتبال پائوک، باشگاه فوتبال آلانیا اسپور، باشگاه فوتبال قونیه‌اسپور، باشگاه ورزشی ماریتیمو، باشگاه ورزشی گنچلربیرلیغی، باشگاه فوتبال پورتو، و باشگاه فوتبال قاسم‌پاشا اسپور اشاره کرد.
وی همچنین در تیم ملی فوتبال آنگولا بازی کرده‌است.